# 2MASS J09393548-2448279
2MASS J09393548-2448279는 공기펌프자리 방향으로 지구로부터 약 17광년 떨어진 곳에 있는 갈색 왜성이다. 줄여서 2MASS, 2M 0939로 표기하기도 한다.
2M 0939는 분광형 T의 갈색 왜성으로 본체는 1999년에 발견되었으며, 근래 스피처 우주 망원경을 이용하여 이 천체를 자세하게 연구하였다. 원래는 하나로 생각했던 0939가 사실은 쌍성처럼 서로의 질량 중심을 공전하고 있는 두 개의 쌍둥이 천체였음이 드러났다. 광도는 적외선 영역에서 태양의 백만 분의 일, 가시광선 영역에서는 10억 분의 일에 불과했다. 광도로부터 계산한 2M 0939의 유효 온도는 565 ~ 635 켈빈에 불과하여 금성보다도 낮다.

## 참고 문헌
1. 1 2 3  “2MASS J09393548-2448279 -- Brown Dwarf (M<0.08solMass)”. SIMBAD. 2009년 5월 12일에 확인함.
2. 1 2 3 4  Whitney Clavin (2008년 12월 10일). “Astronomers Find the Two Dimmest Stellar Bulbs”. NASA. 2009년 5월 12일에 확인함.[깨진 링크(과거 내용 찾기)]